# Cees Koch (kanovaarder)
Cornelis (Cees) Koch (Zaandam, 30 december 1925 – Alkmaar, 13 februari 2024) was een Nederlands kanovaarder. Hij nam deel aan de Olympische Spelen van 1948 en 1952.
Hij stond op de lagere school te boek als lastige jongen en moest zodoende op jonge leeftijd al gaan werken; hij ging aan de lag in een verffabriek..
Zijn naam duikt in 1941 in de Zaanse pers op als deelnemer van de Eierenrace, georganiseerd door Kanovereniging De Geuzen. Het was zijn eerste “wedstrijd”, nadat hij op vijftienjarige jongen had aangemeld. Als adspirant, junior wen nieuweling kanode hij goed in plaatselijke wedstrijden in de jaren veertig. Hij werd dan ook verkozen om deel te nemen aan wedstrijden in Dinant (wedstrijd Nederland-België). . Het jaar daarop was hij weer van de partij, nu in een wedstrijd tegen Zweden.
In de lente van 1948 deed hij mee aan de Olympiade in Wormer. In juli werd bericht dat hij was opgenomen in de Olympische ploeg voor de Olympische Zomerspelen 1948. In Londen in 1948 werd hij samen met Harry Stroo zesde op de 10.000 meter (landenteams voor tweepersoons kajaks). . Naar zijn zeggen gooide hun trainer een hoge notering weg, door hen op te dragen hun armen in te vetten. Koch zou er jaren later kwaad om worden.
In 1950 nam hij deel aan de wereldkampioenschappen in Kopenhagen., dan samen met Jan Klingers; ze werden zesde in de K2/500 meter. Het koppel werd vervolgens voor de afreis naar Helsinki nationaal kampioen K2/500, K2/1000 en K2/10000. .
Tijdens de Olympische Zomerspelen 1952 in Helsinki werd hij achtste met Jan Klingers op de 1000 meter en 9e op de 10.000 meter (46:09:6); ook weer landenteams. Hij had wellicht nog mee kunnen doen aan de Olympische Zomerspelen 1952 te Melbourne, maar die werden door Nederland geboycot. Desondanks werden de vijf Olympische ringen afgebeeld op zijn rouwkaart; hij vond “eens topsporter, altijd topsporter”.
Cees Koch werd verschillende keren Nederlands kampioen en nam ook deel aan de Europese kampioenschappen. 
In het dagelijks leven werkte Koch bij onder andere Pieter Schoen (de genoemde verffabriek), de General Tyre company, Rubberfabriek Merens en bij Ammertech (voorheen Ammeraal). Hij was zoon van Betje Schouten en slager Jan Koch. Hij trouwde in 1953 met generaalsdochter Elizabeth (Elly) Hengsdijk  en vierde op 6 mei 2018 hun 65-jarig huwelijksfeest. Het echtpaar had drie kinderen.
Koch overleed op 13 februari 2024. Hij werd 98 jaar oud.